# Georg Basilius Brinkmann
Georg Basilius Brinkmann (* 2. Februar 1662 in Willershausen; † 17. November 1735 in Ilfeld) war ein deutscher lutherischer Theologe.

## Leben
Brinkmann war Sohn eines Predigers zu Willershausen. Er besuchte die Schulen in Einbeck, Osterode am Harz und Merseburg. Das Studium der Theologie, das er als Magister abschloss, absolvierte er an den Universitäten Jena und Helmstedt. Er wurde Hilfspastor, 1691 Pastor in Ilfeld, wo er zeitweilig auch die Stelle des Rektors am Pädagogium versah.

## Schriften (Auswahl)
- Christ-anständige zur heilsamen Erbauung dienende Lebens-Lehre. Neuenhahn, Nordhausen 1709.
- Christ-gebührliche oder von Christen wol zumerckende Sterbens-Lehre. Neuenhahn, Nordhausen 1709, (Digitalisat).
- Der im neuen Wesen des Geistes von den Gläubigen Neues Testaments auszuübende Wahre Gottes-Dienst. Neuenhahn, Nordhausen 1714.
- Der Christen Weißheit aufs Gute, samt der ihnen zukommenden Einfalt aufs Böse. s. n., Sondershausen 1728.
- Schrifftmäßige Gedanken von geziemender Einrichtung der in Christlichen Städten und Oertern besonders auch in Clöstern gestiffteten Schulen. s. n., Nordhausen 1729, doi:10.25673/33139.
- Der Christen Wohlstand Und Seeligkeit in- und nach diesem Leben. s. n., Sondershausen 1733.
- Des Theuren […] und ungefärbten […] Glaubens Grund, Art und Beschaffenheit. s. n., Sondershausen 1734.